# Orthosia nigralba
Orthosia nigralba là một loài bướm đêm trong họ Noctuidae.